# 마쓰다이라 노리마사
마쓰다이라 노리마사(일본어: 松平乗政, 1637년 ~ 1684년 11월 22일)는 에도 시대 전기의 다이묘이다. 히타치 고바리번주, 시나노 고모로번 초대 번주를 지냈다. 이와무라 번 오규 마쓰다이라 가(岩村藩大給松平家) 시조. 노리마사의 조모가 오가키번주 이시카와 야스미치의 딸이었기에 노리마사는 이시카와 노리마사로도 불렸다.
| 전임 (마쓰다이라 노리나가) (이시카와 야스미치) | 제1대 노리마사 계 오규 마쓰다이라 가 당주 | 후임 마쓰다이라 노리타다 |

| 전임 막부령(마쓰시타 시게쓰나) | 고바리번 번주 (오규 마쓰다이라 가) 1679년 ~ 1682년 | 후임 폐번 |

| 전임 니시오 다다나리 | 제1대 고모로번 번주 (오규 마쓰다이라 가) 1682년 ~ 1684년 | 후임 마쓰다이라 노리타다 |